# Luis Enrique Capurro
Pour les articles homonymes, voir Capurro (homonymie).
Luis Enrique Capurro (né le 1er mai 1961 à Esmeralda) est un footballeur international équatorien.  
Il jouait au poste de défenseur, côté gauche. 

## Biographie
Il compte 100 sélections et un but en équipe d'Équateur entre 1985 et 2003, un seuil qu'il n'est que le deuxième, après Alex Aguinaga quelques semaines plus tôt, à atteindre. 

## Statistiques

### En sélection nationale
| Saison                | Sélection             | Phases finales        | Phases finales | Phases finales | Éliminatoires CDM | Éliminatoires CDM | Matchs amicaux | Matchs amicaux | Total | Total |
| Saison                | Sélection             | Compétition           | M              | B              | M                 | B                 | M              | B              | M     | B     |
| --------------------- | --------------------- | --------------------- | -------------- | -------------- | ----------------- | ----------------- | -------------- | -------------- | ----- | ----- |
| 1985                  | Équateur              | -                     | -              | -              | 1                 | 0                 | 4              | 0              | 5     | 0     |
| 1987                  | Équateur              | Copa América 1987     | 2              | 0              | -                 | -                 | 4              | 0              | 6     | 0     |
| 1988                  | Équateur              | -                     | -              | -              | -                 | -                 | 8              | 0              | 8     | 0     |
| 1989                  | Équateur              | Copa América 1989     | 3              | 0              | 4                 | 0                 | 6              | 0              | 13    | 0     |
| 1991                  | Équateur              | Copa América 1991     | 4              | 0              | -                 | -                 | 4              | 0              | 8     | 0     |
| 1992                  | Équateur              | -                     | -              | -              | -                 | -                 | 5              | 0              | 5     | 0     |
| 1993                  | Équateur              | Copa América 1993 4e  | 6              | 0              | 8                 | 0                 | 2              | 0              | 16    | 0     |
| 1994                  | Équateur              | -                     | -              | -              | -                 | -                 | 4              | 0              | 4     | 0     |
| 1995                  | Équateur              | Copa América 1995     | 3              | 0              | -                 | -                 | 6              | 0              | 9     | 0     |
| 1996                  | Équateur              | -                     | -              | -              | 5                 | 0                 | 2              | 0              | 7     | 0     |
| 1997                  | Équateur              | Copa América 1997     | 4              | 1              | 5                 | 0                 | 3              | 0              | 12    | 1     |
| 2000                  | Équateur              | -                     | -              | -              | 3                 | 0                 | -              | -              | 3     | 0     |
| 2002                  | Équateur              | Coupe du monde 2002   | -              | -              | -                 | -                 | 3              | 0              | 3     | 0     |
| 2003                  | Équateur              | -                     | -              | -              | -                 | -                 | 1              | 0              | 1     | 0     |
| Total sur la carrière | Total sur la carrière | Total sur la carrière | 22             | 1              | 26                | 0                 | 52             | 0              | 100   | 1     |